# Alain Obadia
Alain Obadia, né le 15 décembre 1949 à Paris (18e arrondissement) est un syndicaliste et homme politique français. Cadre dans une entreprise publique, son parcours de militant syndical l'amène à la direction de l'UGICT-CGT et en 1982 à la direction nationale de la CGT. Ces responsabilités sont alors imbriquées avec celle de membre du Comité central du Parti communiste français. Son évolution personnelle lui fait renoncer en 1992 à ses responsabilités politiques publiques, puis en 1994, il démissionne du bureau confédéral de la CGT. Il reprend alors une vie professionnelle qui le conduit vers un cabinet ministériel, lors de la victoire électorale de la Gauche en 1997, puis dans la proximité de la direction de l'entreprise de ses débuts. Il renoue avec une fonction politique au PCF qu'il poursuit à ce jour.
En 2004, il est nommé par le Président de la République, au Conseil économique et social de la République française, et reconduit en novembre 2010.

## Biographie

### Origines
Alain Obadia est né à Paris dans le 18e arrondissement, fils d'un chauffeur de taxi et d'une employée de la Régie autonome des transports parisiens (RATP).  Militant actif dans le bouillonnement des événements de Mai 1968, il renonce à son projet d'intégrer l'École nationale d'administration et s'inscrit à l'Institut d'études politiques dont il dort diplômé en 1970. Après un rapide passage au Parti socialiste unifié, en 1970 il adhère et milite au Parti communiste français. En avril 1971 il devient cadre à la RATP.

### Le responsable des ingénieurs et cadres CGT
Il  prend rapidement la carte syndicale de la CGT. Depuis le milieu des années 1960, la centrale syndicale organise le syndicalisme parmi les ingénieurs et les cadres au sein d'une structure spécifique, l'UGICT CGT (Union générale des ingénieurs, cadres et techniciens CGT). Alain Obadia est naturellement amené à prendre part à la vie de l'UGICT, en plein essor. Il accède au Conseil national de cette organisation au congrès de février 1974, et remarqué par Georges Séguy, il est appelé en juillet 1975 à assurer le secrétariat personnel du Secrétaire général. Parfait « apparatchik » au sein de l'appareil syndical, qui plus est près du centre décisionnel, il est élu à la Commission exécutive de la CGT lors du 40e congrès de l'organisation syndicale, tenu à Grenoble en 1978, et il est élu-promu secrétaire général adjoint de l'UGICT CGT en 1979. Il parachève son ascension en devenant le secrétaire général de l'UGICT-CGT en avril 1982. L'organisation compterait 320 000 adhérents et deux ministres Jean-Pierre Chevènement et Jack Ralite viennent à son 8e congrès inaugurer une exposition scientifique et technique Un mois plus tard, il accède au Bureau confédéral de la CGT lors du 41e congrès du syndicat, où il intervient à la tribune en ces termes : 

« L'organisation syndicale doit s'emparer dans le cadre de ses prérogatives, du terrain de la gestion. Ce terrain stratégique, nous pouvons le disputer au patronat, en liaison étroite avec les revendications et l'intervention des travailleurs pour accroître l'efficacité. C'est parce que la crise est arrivée à ce point que la gestion est au cœur de l'affrontement de classe et qu'il faut retourner, contre le patronat et la droite, ces problèmes qui étaient jusqu'à présent leur apanage. »

— Alain Obadia
Il est âgé de 33 ans et aux côtés de Lydia Brovelli, du même âge, passée elle aussi par l'UGICT CGT, il donne à la Confédération une image rajeunie, parfaitement décalée avec le raidissement qu'Henri Krasucki semble lui insuffler. Pourtant les premières années d'Alain Obadia dans ses responsabilités se moulent dans une tradition politico-syndicale strictement conçue depuis 1945 selon des normes dites « léninistes » : peu après sa promotion syndicale, le nouveau secrétaire général de l'UGICT entre au Comité central du Parti communiste. Durant 10 années, il représente le syndicalisme cadre de la CGT. Le rôle n'est pas toujours facile, dans une centrale syndicale où la culture ouvrière prédomine. Il n'en affirme pas moins ce qu'il observe :

« Il nous faut maintenant dépasser les pesanteurs héritées d'une ancienne démarche marquée par une conception d'alliance entre les cadres et la classe ouvrière qui considérait que l'activité en direction des ingénieurs et cadres relevait plus des relations publiques, du débat général sur les questions économiques que d'une activité syndicale revendicative concrète [...]. »

— Alain Obadia
À partir de 1992, il transmet le secrétariat général de l'UGICT CGT à Maïté Demons, et prend en charge la direction de la communication de la centrale de Montreuil. À l'écoute des changements (dès 1984, il marque son intérêt pour les nanotechnologies, domaine  sur lequel, 24 ans plus tard, il est rapporteur d'une étude au Conseil économique, social et environnemental), il estime que ce n'est paradoxalement pas dans son organisation syndicale que la nouveauté se fraye le meilleur passage.

### De l'appareil syndical à l'appareil d'État?
Le syndicaliste commence par les travaux pratiques induits par la Charte d'Amiens : il demande dès 1992 à ne plus appartenir au Comité central du Parti communiste français. Considéré par les médias comme le Numéro 2 de la CGT, il démissionne du Bureau confédéral en octobre 1994, expliquant son geste par l'immobilisme de la première centrale syndicale française en matière d'écoute des salariés et de prise en compte des mutations sociales. C'est le tournant de son activité, et il se tourne vers d'autres modes d'intervention, en gardant alors sa carte syndicale. Il participe aux travaux d'Assises pour la transformation sociale, initiées par un courant du Parti socialiste, puis lors de la victoire de la gauche aux élections de 1997, il intègre le cabinet ministériel de la ministre du Travail et de la solidarité, Martine Aubry, où il reste jusqu'en 1999.
De 1999 à 2002, il est conseiller dans le domaine social du président de la RATP, Jean-Paul Bailly. Il est ensuite chargé d'une  mission de « recherches sociales » dans cette entreprise. Parallèlement, il reprend des responsabilités politiques en intégrant en 2001 le comité national du Parti communiste français, dont il est toujours membre
En septembre 2004, il est nommé par le président de la République Jacques Chirac, sur proposition du Premier ministre,  membre du Conseil économique, social et environnemental, au titre des « personnalités qualifiées dans le domaine économique, social, scientifique et culturel ». Cette nomination est renouvelée en novembre 2010, en Conseil des ministres par le président de la République Nicolas Sarkozy, sur proposition du Premier ministre François Fillon.
Il est président d'une fondation de recherches sociales et historique, la fondation Gabriel-Péri depuis 2012,.

## Décorations
- Officier de l'ordre national du Mérite Il a été promu officier par décret du 13 mai 2016[16]. Il était chevalier du 25 juin 2001.

## Sources
- Article paru dans Le Monde, 2 juillet 1996, de Laetitia Van Ecckhaut : Alain Obadia, ancien secrétaire de la CGT. Un syndicaliste au modernisme dérangeant.
- Article paru dans le nouvel Observateur, 20 octobre 1994, de Martine Gilson : Comment la CGT a désespéré Alain Obadia.
- Fiche de présentation individuelle des membres du Conseil économique, social et environnemental, relevée le 18/12/2009.
- Le Peuple, organe officiel bimensuel de la Confédération générale du travail, numéros spéciaux parus pour le compte-rendu des Congrès.
- la Vie Ouvrière, N° 1973, 21 - 27 juin 1982, Spécial 41e Congrès.
- Guy Groux, René Mouriaux, La CGT, crises et alternatives, éditions Economica, Paris, 1992 (permet de faire le point sur la CGT, alors qu'Alain Obadia est membre la direction nationale de la CGT